# Diecezja Alghero-Bosa
Diecezja Alghero-Bosa (łac. Diœcesis Algarensis-Bosanensis, wł. Diocesi di Alghero-Bosa)– diecezja Kościoła rzymskokatolickiego we Włoszech, a ściślej na Sardynii. Diecezja Alghero została erygowana w 1503 roku, zaś diecezja Bosa powstała w V wieku. W 1986 zostały one połączone, wskutek czego powstała współczesna diecezja, z siedzibą w Alghero. Należy do metropolii Sassari.

## Główne świątynie

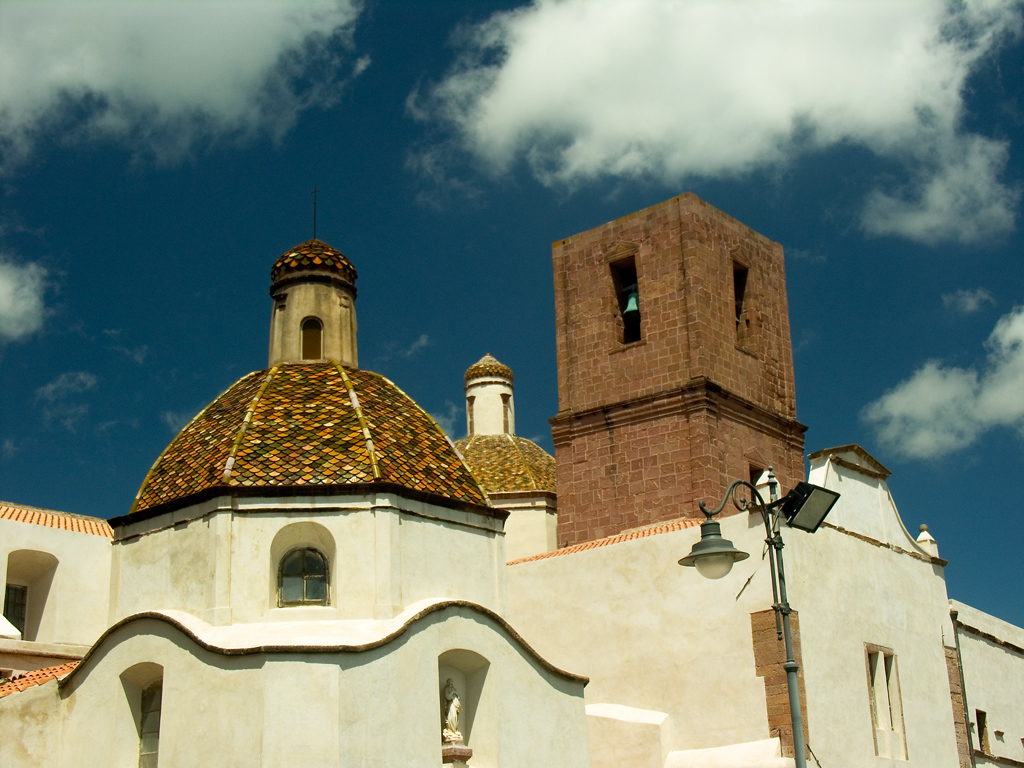
Dawna katedra w Bosa, dziś konkatedra diecezji.

- Katedra: Katedra Matki Bożej Niepokalanie Poczętej w Alghero
- Konkatedra: Konkatedra Matki Bożej Niepokalanej w Bosa
- Bazylika mniejsza: Bazylika Matki Bożej Śnieżnej w Cuglieri

## Biskupi diecezjalni
- Giovanni Pes (1986–1993)[a]
- Antonio Vacca (1993–2006)
- Giacomo Lanzetti (2006–2010)
- Mauro Maria Morfino SDB (od 2011)